# 陳建同
陳建同（Chen Jiann-Thorng，1962年—），是中華民國陸軍中將，生於台灣省花蓮縣花蓮市，曾任國防部軍醫局中將局長，曾任國防部軍醫局少將副局長、陸軍後勤指揮部軍醫處少將處長、三軍總醫院上校教學副院長、國防醫學院上校教學副院長、醫學系系主任，畢業於花崗國中、花蓮高中、國防醫學院醫學系76年畢業(西元1987年畢業）M80期畢業、獲得美國紐約州立大學哲學博士。三軍總醫院眼科部主治醫師。 中華民國眼科醫學會理事長 。學術專長：分子生物學，細胞學，病理學，眼科。
1998年，陳建同獲得紐約州立大學水牛城分校博士學位；指導教授是Dr.Samuel Gallant博士。

## 生平
生於花蓮縣花蓮市，51年次（1962年生），家中長子，父親陳坤桓是花蓮市忠孝國小退休校長、母親翁淑子則是中正國小退休老師。陳建同畢業於明義國小、花崗國中、花蓮高中。

## 醫療糾紛
因醫療糾紛，墮胎併發眼疾致失明，經法院判決，認定診治醫師陳建同在病情發生變化時，未重新檢查追查原因，延誤治療，改判三總及陳建同醫師判賠244 萬。經查證後，陳建同先生博士論文為內科高血壓之研究，非眼科，專業判斷受到質疑而導致醫療疏失。

## 洪仲丘事件記者會發言
2013年7月18日，時逢洪仲丘事件發生，而在當日，時任陸軍後勤指揮部軍醫處處長佔少將缺的陳建同被請去參與由時任陸軍司令李翔宙上將、政戰主任曾有福中將、陸軍六軍團指揮官陳泉官中將等人親自召開與全程參與的陸軍司令部記者會說明洪仲丘案相關事證。

## 集體逃漏稅案
2015年，國防部軍醫局局長陳建同等27人被國稅局查出，利用捐款給思源教育學術促進基金會、成漢教育基金會進行逃漏稅。一審台北地方法院判決陳男等27人無罪。
不過二審高等法院認為，其中25名醫師、教授等犯行明確，無罪改判有罪。考量無前科，且多數已補繳稅款，陳建同被判有期徒刑2月，其餘人分別被判處10月至3月不等刑期，全案仍可上訴。

## 新聞事件
- 三軍總醫院副院長陳建同拜會王縣長        發布日期：2012-09
- 三總永恆的生命紀念園區揭牌
- 醫療糾紛爭議事件 （页面存档备份，存于）
- 集體逃稅事件 2021/12/29 （页面存档备份，存于）